# Punta de las Rocas
La punta de las Rocas (según Argentina) o punta Stone (según Chile) es un cabo que marca la entrada sur a la bahía Esperanza, en el extremo noreste de la península Antártica. Se sitúa frente a un conjunto de pequeños islotes rocosos y está dominada por una pared de hielo de 30 metros de altura, correspondiente al glaciar Buenos Aires.

## Historia y toponimia
Fue descubierta por un grupo que acompañaba a Johan Gunnar Andersson en la Expedición Antártica Sueca de 1901-1904, que pasó el invierno en la bahía Esperanza en 1903. Fue cartografiada por una unidad de levantamiento hidrográfico de la Marina Real británica de RRS John Biscoe en febrero de 1952 al mando del comandante F. W. Hunt; y nombrada en homenaje a Henry William Stone (San Juan de Terranova, 1914-?), primer oficial del buque insignia del British Antarctic Survey MV Trepassey, entre 1946 y 1947.
En la toponimia antártica argentina fue nombrada punta Candado en 1953, y punta de las Rocas en 1957, siendo su nombre descriptivo.

## Reclamaciones territoriales
Argentina incluye a la península Antártica en el departamento Antártida Argentina dentro de la provincia de Tierra del Fuego, Antártida e Islas del Atlántico Sur; para Chile forma parte de la comuna Antártica de la provincia Antártica Chilena dentro de la Región de Magallanes y de la Antártica Chilena; y para el Reino Unido integra el Territorio Antártico Británico. Las tres reclamaciones están sujetas a las disposiciones del Tratado Antártico.
Nomenclatura de los países reclamantes: 
- Argentina: punta de las Rocas[5]
- Chile: punta Stone[6]
- Reino Unido: Stone Point[3]